# Liga Colombiana de Baloncesto 2021-II
La Liga Profesional de Baloncesto 2021-II (conocida como Liga WPlay de Baloncesto 2021-II por motivos de patrocinio) fue el torneo clausura de la temporada 2021 de la Liga Profesional de Baloncesto de Colombia máxima categoría de este deporte , la cual inició el 23 de octubre y terminó el 14 de diciembre. Fue organizado por la División Profesional de Baloncesto (DPB), entidad dependiente de la Federación Colombiana de Baloncesto.
El campeonato se llevó a cabo en su totalidad en el Coliseo Ginny Bay en San Andrés con un mínimo de 1.000 espectadores. Cada club puede inscribir máximo cinco jugadores extranjeros y un jugador sub-21 procedente de la región sede del equipo obligatoriamente.
El campeón defensor es Titanes de Barranquilla.

## Sistema de juego
El torneo cuenta con cuatro fases:
- Primera fase: Los 12 clubes disputarán 11 partidos.

- Segunda fase: Los 8 mejores clubes clasificarán a esta fase y se enfrentarán en dos series ganando el mejor de tres (1-1-1) juegos de la siguiente forma (1° lugar vs 8° lugar), (2° lugar vs 7° lugar), (3° lugar vs 6° lugar), (4° lugar vs 5° lugar)

- Tercera fase: Los 4 ganadores de la fase anterior se enfrentan para definir los clubes clasificarán a la fase final y se enfrentarán en dos series ganando el mejor de cinco (2-2-1) juegos de la siguiente forma (Ganador 1 vs Ganador 2) y (Ganador 3 vs Ganador 4)

- Final: Los dos ganadores de la fase anterior se enfrentan para definir al campeón en serie ganando el mejor de cinco juegos (2-2-1)

Adicionalmente, cada club puede inscribir máximo cinco jugadores extranjeros y un jugador sub-21 procedente de la región sede del equipo obligatoriamente.

## Cambios de clubes
Respecto a la temporada 2021-I, la liga aumentó en dos equipos participantes, con la admisión de Corsarios de Cartagena y la separación de Cimarrones-Caribbean Storm Islands, el torneo llegó a 12 participantes, Hurricanes de Cundinamarca, regresó a su nombre original de Cóndores.

## Datos de los clubes
| Equipo                   | Ciudad       | Departamento             | Entrenador       | Pabellón          | Aforo |
| ------------------------ | ------------ | ------------------------ | ---------------- | ----------------- | ----- |
| Búcaros de Bucaramanga   | Bucaramanga  | Santander                | David Watkins    | Coliseo Ginny Bay | 1.000 |
| Cafeteros de Armenia     | Armenia      | Quindío                  | Bernardo Fitz    | Coliseo Ginny Bay | 1.000 |
| Caribbean Storm Islands  | San Andrés   | San Andrés y Providencia | Fernando Rivero  | Coliseo Ginny Bay | 1.000 |
| Cimarrones del Choco     | Quibdó       | Chocó                    | Jorge Carreño    | Coliseo Ginny Bay | 1.000 |
| Cóndores de Cundinamarca | Chía         | Cundinamarca             | Gabriel Ávila    | Coliseo Ginny Bay | 1.000 |
| Corsarios de Cartagena   | Cartagena    | Bolívar                  | Luka Buja        | Coliseo Ginny Bay | 1.000 |
| Motilones del Norte      | Cúcuta       | Norte de Santander       | Víctor Ortega    | Coliseo Ginny Bay | 1.000 |
| Piratas de Bogotá        | Bogotá       | Bogotá, D. C.            | José Tapias      | Coliseo Ginny Bay | 1.000 |
| Sabios de Manizales      | Manizales    | Caldas                   | Carlos Gil       | Coliseo Ginny Bay | 1.000 |
| Team Cali                | Cali         | Valle del Cauca          | Guillermo Moreno | Coliseo Ginny Bay | 1.000 |
| Tigrillos de Antioquia   | Medellín     | Antioquia                | Pedro Nuno       | Coliseo Ginny Bay | 1.000 |
| Titanes de Barranquilla  | Barranquilla | Atlántico                | Tomás Díaz       | Coliseo Ginny Bay | 1.000 |

## Primera fase
Se disputará a partir del 23 de octubre hasta el 13 de noviembre, los equipos se enfrentan en todos contra todos para definir los clasificados a cuartos de final. En caso de empates la ventaja en la posición la tendrá el equipo que haya ganado más partidos frente al otro equipo en sus enfrentamientos entre sí.

### Posiciones
|  | Clasificados a Cuartos de Final. |
|  | Eliminados.                      |

| Pos | Equipos                  | PTS | PG | PP | PJ | PTFA | PTCO |
| --- | ------------------------ | --- | -- | -- | -- | ---- | ---- |
| 1.  | Titanes de Barranquilla  | 20  | 9  | 2  | 11 | 904  | 694  |
| 2.  | Cafeteros                | 20  | 9  | 2  | 11 | 725  | 657  |
| 3.  | Motilones del Norte      | 19  | 8  | 3  | 11 | 849  | 745  |
| 4.  | Caribbean Storm Islands  | 19  | 8  | 3  | 11 | 793  | 706  |
| 5.  | Team Cali                | 17  | 6  | 5  | 11 | 812  | 788  |
| 6.  | Tigrillos de Antioquia   | 16  | 6  | 4  | 10 | 742  | 692  |
| 7.  | Cimarrones del Chocó     | 16  | 6  | 4  | 10 | 765  | 744  |
| 8.  | Sabios de Manizales      | 15  | 4  | 7  | 11 | 742  | 785  |
| 9.  | Búcaros de Bucaramanga   | 14  | 3  | 8  | 11 | 722  | 835  |
| 10. | Cóndores de Cundinamarca | 14  | 3  | 8  | 11 | 677  | 846  |
| 11. | Piratas de Bogotá        | 13  | 2  | 9  | 11 | 760  | 880  |
| 12. | Corsarios de Cartagena   | 12  | 1  | 10 | 11 | 701  | 820  |

Los equipos en negrita están clasificados a los cuartos de final

### Resultados
| Ronda 1    | Ronda 1   | Ronda 1   | Ronda 1                       | Ronda 1       | Ronda 1 | Ronda 1                   |
| Local      | Resultado | Visitante | Coliseo                       | Fecha         | Hora    | Transmisión               |
| ---------- | --------- | --------- | ----------------------------- | ------------- | ------- | ------------------------- |
| Motilones  | 62 : 68   | Cafeteros | Coliseo Ginny Bay, San Andrés | 23 de octubre | 10:00   | Sin transmisión           |
| Tigrillos  | 76 : 60   | Piratas   | Coliseo Ginny Bay, San Andrés | 23 de octubre | 16:00   | Win Sports                |
| Titanes    | 61 : 70   | Caribbean | Coliseo Ginny Bay, San Andrés | 23 de octubre | 20:00   | Win Sports / Facebook DPB |
| Cóndores   | 66 : 77   | Corsarios | Coliseo Ginny Bay, San Andrés | 24 de octubre | 10:00   | Facebook DPB              |
| Sabios     | 79 : 56   | Bucaros   | Coliseo Ginny Bay, San Andrés | 24 de octubre | 15:00   | Win Sports / Facebook DPB |
| Cimarrones | 79 : 65   | Team Cali | Coliseo Ginny Bay, San Andrés | 24 de octubre | 18:00   | Win Sports / Facebook DPB |

| Ronda 2    | Ronda 2   | Ronda 2   | Ronda 2                       | Ronda 2       | Ronda 2 | Ronda 2                   |
| Local      | Resultado | Visitante | Coliseo                       | Fecha         | Hora    | Transmisión               |
| ---------- | --------- | --------- | ----------------------------- | ------------- | ------- | ------------------------- |
| Cafeteros  | 69 : 55   | Tigrillos | Coliseo Ginny Bay, San Andrés | 25 de octubre | 10:00   | Sin transmisión           |
| Piratas    | 67 : 78   | Titanes   | Coliseo Ginny Bay, San Andrés | 25 de octubre | 14:15   | Win Sports / Facebook DPB |
| Caribbean  | 63 : 48   | Sabios    | Coliseo Ginny Bay, San Andrés | 25 de octubre | 18:00   | Win Sports / Facebook DPB |
| Bucaros    | 76 : 83   | Condores  | Coliseo Ginny Bay, San Andrés | 26 de octubre | 13:30   | Win Sports                |
| Corsarios  | 70 : 74   | Team Cali | Coliseo Ginny Bay, San Andrés | 26 de octubre | 16:00   | Win Sports / Facebook DPB |
| Cimarrones | 84 : 77   | Motilones | Coliseo Ginny Bay, San Andrés | 26 de octubre | 20:00   | Facebook DPB              |

| Ronda 3   | Ronda 3   | Ronda 3    | Ronda 3                       | Ronda 3       | Ronda 3    | Ronda 3                   |
| Local     | Resultado | Visitante  | Coliseo                       | Fecha         | Hora       | Transmisión               |
| --------- | --------- | ---------- | ----------------------------- | ------------- | ---------- | ------------------------- |
| Titanes   | 78 : 53   | Cafeteros  | Coliseo Ginny Bay, San Andrés | 27 de octubre | 10:00      | Facebook DPB              |
| Cóndores  | 59 : 75   | Sabios     | Coliseo Ginny Bay, San Andrés | 27 de octubre | 14:00      | Win Sports / Facebook DPB |
| Caribbean | 83 : 73   | Piratas    | Coliseo Ginny Bay, San Andrés | 27 de octubre | 20:05      | Win Sports / Facebook DPB |
| Team Cali | 66 : 63   | Bucaros    | Coliseo Ginny Bay, San Andrés | 28 de octubre | 10:00      | Sin transmisión           |
| Motilones | 77 : 51   | Corsarios  | Coliseo Ginny Bay, San Andrés | 28 de octubre | 16:05      | Win Sports / Facebook DPB |
| Tigrillos | 0 : 0     | Cimarrones | Coliseo Ginny Bay, San Andrés | Suspendido    | Suspendido | Suspendido                |

| Ronda 4    | Ronda 4   | Ronda 4   | Ronda 4                       | Ronda 4       | Ronda 4 | Ronda 4                   |
| Local      | Resultado | Visitante | Coliseo                       | Fecha         | Hora    | Transmisión               |
| ---------- | --------- | --------- | ----------------------------- | ------------- | ------- | ------------------------- |
| Bucaros    | 63 : 85   | Motilones | Coliseo Ginny Bay, San Andrés | 29 de octubre | 14:10   | Win Sports / Facebook DPB |
| Sabios     | 53 : 63   | Team Cali | Coliseo Ginny Bay, San Andrés | 29 de octubre | 18:00   | Win Sports / Facebook DPB |
| Cóndores   | 53 : 80   | Caribbean | Coliseo Ginny Bay, San Andrés | 29 de octubre | 20:30   | Win Sports / Facebook DPB |
| Cafeteros  | 60 : 40   | Piratas   | Coliseo Ginny Bay, San Andrés | 30 de octubre | 10:00   | Facebook DPB              |
| Corsarios  | 72 : 76   | Tigrillos | Coliseo Ginny Bay, San Andrés | 30 de octubre | 13:00   | Win Sports / Facebook DPB |
| Cimarrones | 65 : 109  | Titanes   | Coliseo Ginny Bay, San Andrés | 30 de octubre | 20:10   | Win Sports / Facebook DPB |

| Ronda 5   | Ronda 5   | Ronda 5    | Ronda 5                       | Ronda 5        | Ronda 5 | Ronda 5                                 |
| Local     | Resultado | Visitante  | Coliseo                       | Fecha          | Hora    | Transmisión                             |
| --------- | --------- | ---------- | ----------------------------- | -------------- | ------- | --------------------------------------- |
| Motilones | 83 : 68   | Sabios     | Coliseo Ginny Bay, San Andrés | 31 de octubre  | 10:00   | Facebook DPB                            |
| Team Cali | 86 : 56   | Cóndores   | Coliseo Ginny Bay, San Andrés | 31 de octubre  | 16:05   | Win Sports / Facebook DPB               |
| Tigrillos | 74 : 68   | Bucaros    | Coliseo Ginny Bay, San Andrés | 31 de octubre  | 20:10   | Win Sports / Facebook DPB               |
| Titanes   | 83 : 49   | Corsarios  | Coliseo Ginny Bay, San Andrés | 1 de noviembre | 10:10   | Win Sports / Facebook DPB               |
| Piratas   | 82 : 89   | Cimarrones | Coliseo Ginny Bay, San Andrés | 1 de noviembre | 16:00   | Win Sports / Facebook DPB / YouTube DPB |
| Caribbean | 75 : 51   | Cafeteros  | Coliseo Ginny Bay, San Andrés | 1 de noviembre | 20:05   | Win Sports / Facebook DPB / YouTube DPB |

| Ronda 6   | Ronda 6   | Ronda 6    | Ronda 6                       | Ronda 6        | Ronda 6 | Ronda 6                                 |
| Local     | Resultado | Visitante  | Coliseo                       | Fecha          | Hora    | Transmisión                             |
| --------- | --------- | ---------- | ----------------------------- | -------------- | ------- | --------------------------------------- |
| Sabios    | 67 : 93   | Tigrillos  | Coliseo Ginny Bay, San Andrés | 2 de noviembre | 10:10   | Win Sports / Facebook DPB / YouTube DPB |
| Cóndores  | 70 : 82   | Motilones  | Coliseo Ginny Bay, San Andrés | 2 de noviembre | 14:10   | Win Sports / Facebook DPB / YouTube DPB |
| Bucaros   | 61 : 88   | Titanes    | Coliseo Ginny Bay, San Andrés | 2 de noviembre | 18:00   | Win Sports / Facebook DPB / YouTube DPB |
| Piratas   | 80 : 79   | Corsarios  | Coliseo Ginny Bay, San Andrés | 3 de noviembre | 10:10   | Win Sports / Facebook DPB / YouTube DPB |
| Cafeteros | 69 : 66   | Cimarrones | Coliseo Ginny Bay, San Andrés | 3 de noviembre | 14:15   | Win Sports / Facebook DPB / YouTube DPB |
| Team Cali | 82 : 86   | Caribbean  | Coliseo Ginny Bay, San Andrés | 3 de noviembre | 19:40   | Win Sports / Facebook DPB / YouTube DPB |

| Ronda 7   | Ronda 7   | Ronda 7    | Ronda 7                       | Ronda 7        | Ronda 7 | Ronda 7                                 |
| Local     | Resultado | Visitante  | Coliseo                       | Fecha          | Hora    | Transmisión                             |
| --------- | --------- | ---------- | ----------------------------- | -------------- | ------- | --------------------------------------- |
| Cóndores  | 65 : 90   | Tigrillos  | Coliseo Ginny Bay, San Andrés | 4 de noviembre | 10:10   | Win Sports / Facebook DPB / YouTube DPB |
| Bucaros   | 87 : 77   | Piratas    | Coliseo Ginny Bay, San Andrés | 4 de noviembre | 14:10   | Win Sports / Facebook DPB / YouTube DPB |
| Titanes   | 87 : 62   | Sabios     | Coliseo Ginny Bay, San Andrés | 4 de noviembre | 19:40   | Win Sports / Facebook DPB / YouTube DPB |
| Corsarios | 59 : 73   | Cafeteros  | Coliseo Ginny Bay, San Andrés | 5 de noviembre | 10:10   | Win Sports / Facebook DPB / YouTube DPB |
| Motilones | 77 : 75   | Team Cali  | Coliseo Ginny Bay, San Andrés | 5 de noviembre | 14:10   | Win Sports / Facebook DPB / YouTube DPB |
| Caribbean | 64 : 74   | Cimarrones | Coliseo Ginny Bay, San Andrés | 5 de noviembre | 18:00   | Win Sports / Facebook DPB / YouTube DPB |

| Ronda 8    | Ronda 8   | Ronda 8   | Ronda 8                       | Ronda 8        | Ronda 8 | Ronda 8                                 |
| Local      | Resultado | Visitante | Coliseo                       | Fecha          | Hora    | Transmisión                             |
| ---------- | --------- | --------- | ----------------------------- | -------------- | ------- | --------------------------------------- |
| Cafeteros  | 54 : 45   | Bucaros   | Coliseo Ginny Bay, San Andrés | 6 de noviembre | 10:10   | Win Sports / Facebook DPB / YouTube DPB |
| Sabios     | 75 : 79   | Piratas   | Coliseo Ginny Bay, San Andrés | 6 de noviembre | 16:00   | Facebook DPB / YouTube DPB              |
| Cóndores   | 40 : 86   | Titanes   | Coliseo Ginny Bay, San Andrés | 6 de noviembre | 20:10   | Win Sports / Facebook DPB / YouTube DPB |
| Tigrillos  | 74 : 79   | Team Cali | Coliseo Ginny Bay, San Andrés | 7 de noviembre | 10:10   | Win Sports / Facebook DPB / YouTube DPB |
| Cimarrones | 81 : 73   | Corsarios | Coliseo Ginny Bay, San Andrés | 7 de noviembre | 13:00   | Win Sports / Facebook DPB / YouTube DPB |
| Caribbean  | 51 : 65   | Motilones | Coliseo Ginny Bay, San Andrés | 7 de noviembre | 20:10   | Win Sports / Facebook DPB / YouTube DPB |

| Ronda 9   | Ronda 9   | Ronda 9    | Ronda 9                       | Ronda 9        | Ronda 9 | Ronda 9                                 |
| Local     | Resultado | Visitante  | Coliseo                       | Fecha          | Hora    | Transmisión                             |
| --------- | --------- | ---------- | ----------------------------- | -------------- | ------- | --------------------------------------- |
| Sabios    | 62 : 66   | Cafeteros  | Coliseo Ginny Bay, San Andrés | 8 de noviembre | 10:10   | Win Sports / Facebook DPB / YouTube DPB |
| Piratas   | 59 : 71   | Condores   | Coliseo Ginny Bay, San Andrés | 8 de noviembre | 14:10   | Win Sports / Facebook DPB / YouTube DPB |
| Bucaros   | 59 : 91   | Cimarrones | Coliseo Ginny Bay, San Andrés | 8 de noviembre | 18:00   | Win Sports / Facebook DPB / YouTube DPB |
| Motilones | 59 : 53   | Tigrillos  | Coliseo Ginny Bay, San Andrés | 9 de noviembre | 10:10   | Win Sports / Facebook DPB / YouTube DPB |
| Team Cali | 67 : 75   | Titanes    | Coliseo Ginny Bay, San Andrés | 9 de noviembre | 14:10   | Win Sports / Facebook DPB / YouTube DPB |
| Corsarios | 47 : 66   | Caribbean  | Coliseo Ginny Bay, San Andrés | 9 de noviembre | 17:30   | Win Sports / Facebook DPB / YouTube DPB |

| Ronda 10   | Ronda 10  | Ronda 10  | Ronda 10                      | Ronda 10        | Ronda 10 | Ronda 10                                |
| Local      | Resultado | Visitante | Coliseo                       | Fecha           | Hora     | Transmisión                             |
| ---------- | --------- | --------- | ----------------------------- | --------------- | -------- | --------------------------------------- |
| Cimarrones | 78 : 79   | Sabios    | Coliseo Ginny Bay, San Andrés | 10 de noviembre | 10:10    | Win Sports / Facebook DPB / YouTube DPB |
| Cafeteros  | 77 : 47   | Cóndores  | Coliseo Ginny Bay, San Andrés | 10 de noviembre | 14:10    | Win Sports / Facebook DPB / YouTube DPB |
| Bucaros    | 70 : 66   | Corsarios | Coliseo Ginny Bay, San Andrés | 10 de noviembre | 16:40    | Facebook DPB / YouTube DPB              |
| Piratas    | 70 : 87   | Team Cali | Coliseo Ginny Bay, San Andrés | 11 de noviembre | 10:10    | Win Sports / Facebook DPB / YouTube DPB |
| Motilones  | 87 : 89   | Titanes   | Coliseo Ginny Bay, San Andrés | 11 de noviembre | 16:00    | Facebook DPB / YouTube DPB              |
| Tigrillos  | 78 : 83   | Caribbean | Coliseo Ginny Bay, San Andrés | 11 de noviembre | 19:30    | Win Sports / Facebook DPB / YouTube DPB |

| Ronda 11   | Ronda 11  | Ronda 11  | Ronda 11                      | Ronda 11        | Ronda 11 | Ronda 11                                |
| Local      | Resultado | Visitante | Coliseo                       | Fecha           | Hora     | Transmisión                             |
| ---------- | --------- | --------- | ----------------------------- | --------------- | -------- | --------------------------------------- |
| Corsarios  | 58 : 74   | Sabios    | Coliseo Ginny Bay, San Andrés | 12 de noviembre | 10:10    | Win Sports / Facebook DPB / YouTube DPB |
| Cimarrones | 58 : 67   | Cóndores  | Coliseo Ginny Bay, San Andrés | 12 de noviembre | 13:10    | Win Sports / Facebook DPB / YouTube DPB |
| Caribbean  | 72 : 74   | Bucaros   | Coliseo Ginny Bay, San Andrés | 12 de noviembre | 20:00    | Win Sports / Facebook DPB / YouTube DPB |
| Team Cali  | 68 : 85   | Cafeteros | Coliseo Ginny Bay, San Andrés | 13 de noviembre | 10:10    | Win Sports / Facebook DPB / YouTube DPB |
| Piratas    | 73 : 95   | Motilones | Coliseo Ginny Bay, San Andrés | 13 de noviembre | 16:00    | Facebook DPB / YouTube DPB              |
| Titanes    | 70 : 73   | Tigrillos | Coliseo Ginny Bay, San Andrés | 13 de noviembre | 18:30    | Facebook DPB / YouTube DPB              |

## Play Off
Clasificaron los ocho primeros de la primera fase.
|  | Cuartos de final      | Cuartos de final                  |                                   |   | Semifinal | Semifinal |  |  | Final | Final |
|  |                       |                                   |                                   |   |           |           |  |  |       |       |
|  | 17 al 19 de noviembre |                                   |                                   |   |           |           |  |  |       |       |
|  |                       |                                   |                                   |   |           |           |  |  |       |       |
|  | Titanes               | 2                                 |                                   |   |           |           |  |  |       |       |
|  | Titanes               | 2                                 | 30 de noviembre al 6 de diciembre |   |           |           |  |  |       |       |
|  | Sabios                | 0                                 |                                   |   |           |           |  |  |       |       |
|  | Sabios                | 0                                 | Titanes                           | 3 |           |           |  |  |       |       |
|  | 16 al 18 de noviembre |                                   | Titanes                           | 3 |           |           |  |  |       |       |
|  |                       | Caribbean                         | 2                                 |   |           |           |  |  |       |       |
|  | Caribbean             | Caribbean                         | 2                                 | 2 |           |           |  |  |       |       |
|  | Caribbean             |                                   | 8 de diciembre al 14 de diciembre | 2 |           |           |  |  |       |       |
|  | Team Cali             | 0                                 |                                   |   |           |           |  |  |       |       |
|  | Team Cali             | 0                                 | Titanes                           | 3 |           |           |  |  |       |       |
|  | 17 al 20 de noviembre |                                   | Titanes                           | 3 |           |           |  |  |       |       |
|  |                       | Cimarrones                        | 2                                 |   |           |           |  |  |       |       |
|  | Cafeteros             | Cimarrones                        | 2                                 | 1 |           |           |  |  |       |       |
|  | Cafeteros             | 30 de noviembre al 4 de diciembre |                                   | 1 |           |           |  |  |       |       |
|  | Cimarrones            | 2                                 |                                   |   |           |           |  |  |       |       |
|  | Cimarrones            | 2                                 | Cimarrones                        | 3 |           |           |  |  |       |       |
|  | 16 al 18 de noviembre |                                   | Cimarrones                        | 3 |           |           |  |  |       |       |
|  |                       | Motilones                         | 1                                 |   |           |           |  |  |       |       |
|  | Motilones             | Motilones                         | 1                                 | 2 |           |           |  |  |       |       |
|  | Motilones             |                                   |                                   | 2 |           |           |  |  |       |       |
|  | Tigrillos             | 0                                 |                                   |   |           |           |  |  |       |       |
|  | Tigrillos             | 0                                 |                                   |   |           |           |  |  |       |       |

### Cuartos de final
| Ronda 1   | Ronda 1   | Ronda 1    | Ronda 1                       | Ronda 1         | Ronda 1 | Ronda 1                                 |
| Local     | Resultado | Visitante  | Coliseo                       | Fecha           | Hora    | Transmisión                             |
| --------- | --------- | ---------- | ----------------------------- | --------------- | ------- | --------------------------------------- |
| Motilones | 69 : 58   | Tigrillos  | Coliseo Ginny Bay, San Andrés | 16 de noviembre | 10:10   | Win Sports / Facebook DPB / YouTube DPB |
| Caribbean | 79 : 78   | Team Cali  | Coliseo Ginny Bay, San Andrés | 16 de noviembre | 13:10   | Win Sports / Facebook DPB / YouTube DPB |
| Cafeteros | 57 : 71   | Cimarrones | Coliseo Ginny Bay, San Andrés | 17 de noviembre | 10:10   | Win Sports / Facebook DPB / YouTube DPB |
| Titanes   | 81 : 66   | Sabios     | Coliseo Ginny Bay, San Andrés | 17 de noviembre | 16:00   | Facebook DPB / YouTube DPB              |

| Ronda 2    | Ronda 2   | Ronda 2   | Ronda 2                       | Ronda 2         | Ronda 2 | Ronda 2                                 |
| Local      | Resultado | Visitante | Coliseo                       | Fecha           | Hora    | Transmisión                             |
| ---------- | --------- | --------- | ----------------------------- | --------------- | ------- | --------------------------------------- |
| Team Cali  | 58 : 79   | Caribbean | Coliseo Ginny Bay, San Andrés | 18 de noviembre | 13:00   | Win Sports / Facebook DPB / YouTube DPB |
| Tigrillos  | 82 : 84   | Motilones | Coliseo Ginny Bay, San Andrés | 18 de noviembre | 18:00   | Win Sports / Facebook DPB / YouTube DPB |
| Sabios     | 56 : 83   | Titanes   | Coliseo Ginny Bay, San Andrés | 19 de noviembre | 10:10   | Win Sports / Facebook DPB / YouTube DPB |
| Cimarrones | 68 : 73   | Cafeteros | Coliseo Ginny Bay, San Andrés | 19 de noviembre | 13:10   | Win Sports / Facebook DPB / YouTube DPB |

| Ronda 3   | Ronda 3   | Ronda 3    | Ronda 3                       | Ronda 3         | Ronda 3 | Ronda 3                                 |
| Local     | Resultado | Visitante  | Coliseo                       | Fecha           | Hora    | Transmisión                             |
| --------- | --------- | ---------- | ----------------------------- | --------------- | ------- | --------------------------------------- |
| Cafeteros | 75 : 80   | Cimarrones | Coliseo Ginny Bay, San Andrés | 20 de noviembre | 13:00   | Win Sports / Facebook DPB / YouTube DPB |

### Semifinales
| Ronda 1   | Ronda 1   | Ronda 1    | Ronda 1                       | Ronda 1         | Ronda 1 | Ronda 1                                 |
| Local     | Resultado | Visitante  | Coliseo                       | Fecha           | Hora    | Transmisión                             |
| --------- | --------- | ---------- | ----------------------------- | --------------- | ------- | --------------------------------------- |
| Motilones | 72 : 87   | Cimarrones | Coliseo Ginny Bay, San Andrés | 30 de noviembre | 10:10   | Win Sports / Facebook DPB / YouTube DPB |
| Titanes   | 67 : 89   | Carribean  | Coliseo Ginny Bay, San Andrés | 30 de noviembre | 12:40   | Win Sports / Facebook DPB / YouTube DPB |

| Ronda 2    | Ronda 2   | Ronda 2   | Ronda 2                       | Ronda 2        | Ronda 2 | Ronda 2                                 |
| Local      | Resultado | Visitante | Coliseo                       | Fecha          | Hora    | Transmisión                             |
| ---------- | --------- | --------- | ----------------------------- | -------------- | ------- | --------------------------------------- |
| Cimarrones | 94 : 86   | Motilones | Coliseo Ginny Bay, San Andrés | 1 de diciembre | 11:30   | Win Sports / Facebook DPB / YouTube DPB |
| Carribean  | 56 : 84   | Titanes   | Coliseo Ginny Bay, San Andrés | 1 de diciembre | 14:00   | Win Sports / Facebook DPB / YouTube DPB |

| Ronda 3   | Ronda 3   | Ronda 3    | Ronda 3                       | Ronda 3        | Ronda 3 | Ronda 3                                 |
| Local     | Resultado | Visitante  | Coliseo                       | Fecha          | Hora    | Transmisión                             |
| --------- | --------- | ---------- | ----------------------------- | -------------- | ------- | --------------------------------------- |
| Motilones | 75 : 63   | Cimarrones | Coliseo Ginny Bay, San Andrés | 3 de diciembre | 12:00   | Win Sports / Facebook DPB / YouTube DPB |
| Titanes   | 79 : 53   | Carribean  | Coliseo Ginny Bay, San Andrés | 3 de diciembre | 14:30   | Win Sports / Facebook DPB / YouTube DPB |

| Ronda 4    | Ronda 4   | Ronda 4   | Ronda 4                       | Ronda 4        | Ronda 4 | Ronda 4                                 |
| Local      | Resultado | Visitante | Coliseo                       | Fecha          | Hora    | Transmisión                             |
| ---------- | --------- | --------- | ----------------------------- | -------------- | ------- | --------------------------------------- |
| Cimarrones | 85 : 76   | Motilones | Coliseo Ginny Bay, San Andrés | 4 de diciembre | 11:15   | Win Sports / Facebook DPB / YouTube DPB |
| Carribean  | 82 : 64   | Titanes   | Coliseo Ginny Bay, San Andrés | 4 de diciembre | 17:00   | Win Sports / Facebook DPB / YouTube DPB |

| Ronda 5 | Ronda 5   | Ronda 5   | Ronda 5                       | Ronda 5        | Ronda 5 | Ronda 5                                 |
| Local   | Resultado | Visitante | Coliseo                       | Fecha          | Hora    | Transmisión                             |
| ------- | --------- | --------- | ----------------------------- | -------------- | ------- | --------------------------------------- |
| Titanes | 86 : 70   | Carribean | Coliseo Ginny Bay, San Andrés | 6 de diciembre | 13:10   | Win Sports / Facebook DPB / YouTube DPB |

### Final
| Ronda 1 | Ronda 1   | Ronda 1    | Ronda 1                       | Ronda 1        | Ronda 1 | Ronda 1                                 |
| Local   | Resultado | Visitante  | Coliseo                       | Fecha          | Hora    | Transmisión                             |
| ------- | --------- | ---------- | ----------------------------- | -------------- | ------- | --------------------------------------- |
| Titanes | 72 : 87   | Cimarrones | Coliseo Ginny Bay, San Andrés | 8 de diciembre | 13:10   | Win Sports / Facebook DPB / YouTube DPB |

| Ronda 2    | Ronda 2   | Ronda 2   | Ronda 2                       | Ronda 2        | Ronda 2 | Ronda 2                                 |
| Local      | Resultado | Visitante | Coliseo                       | Fecha          | Hora    | Transmisión                             |
| ---------- | --------- | --------- | ----------------------------- | -------------- | ------- | --------------------------------------- |
| Cimarrones | 72 : 67   | Titanes   | Coliseo Ginny Bay, San Andrés | 9 de diciembre | 14:10   | Win Sports / Facebook DPB / YouTube DPB |

| Ronda 3 | Ronda 3   | Ronda 3    | Ronda 3                       | Ronda 3         | Ronda 3 | Ronda 3                                 |
| Local   | Resultado | Visitante  | Coliseo                       | Fecha           | Hora    | Transmisión                             |
| ------- | --------- | ---------- | ----------------------------- | --------------- | ------- | --------------------------------------- |
| Titanes | 67 : 65   | Cimarrones | Coliseo Ginny Bay, San Andrés | 11 de diciembre | 15:00   | Win Sports / Facebook DPB / YouTube DPB |

| Ronda 4    | Ronda 4   | Ronda 4   | Ronda 4                       | Ronda 4         | Ronda 4 | Ronda 4                                 |
| Local      | Resultado | Visitante | Coliseo                       | Fecha           | Hora    | Transmisión                             |
| ---------- | --------- | --------- | ----------------------------- | --------------- | ------- | --------------------------------------- |
| Cimarrones | 74:78     | Titanes   | Coliseo Ginny Bay, San Andrés | 12 de diciembre | 14:10   | Win Sports / Facebook DPB / YouTube DPB |

| Ronda 5 | Ronda 5   | Ronda 5    | Ronda 5                       | Ronda 5         | Ronda 5 | Ronda 5                                 |
| Local   | Resultado | Visitante  | Coliseo                       | Fecha           | Hora    | Transmisión                             |
| ------- | --------- | ---------- | ----------------------------- | --------------- | ------- | --------------------------------------- |
| Titanes | 100 : 90  | Cimarrones | Coliseo Ginny Bay, San Andrés | 14 de diciembre | 14:10   | Win Sports / Facebook DPB / YouTube DPB |

|                                            |
|                                            |
| Campeón Titanes de Barranquilla 5.º título |